# Peter von Rawita-Ostrowski
Peter von Rawita-Ostrowski (polnisch Piotr Rawita-Ostrowski, auch bekannt als Peter von Ostrowski oder in Südamerika als Pedro Ostrowski) (* 14. Mai 1902 in Schloß Zulehen, Rien, Waidhofen an der Ybbs, Niederösterreich; † 24. Oktober 1964 in Chaclacayo bei Lima) war ein in Bayern und in Peru tätiger Maler. Er schuf vor allem Porträts, Blumenstillleben und Landschaftsbilder. 

## Leben
Peter von Rawita-Ostrowski entstammte einer polnischen Adelsfamilie und war der Sohn von Gustav Anton Ladislaus Stanislaus Kostka Graf Rawita von Ostrow-Ostrowski (1860–1923) und der Eugenie Gräfin von Haugwitz (1875–1944). 
Peter von Rawita-Ostrowski studierte an der Akademie der Bildenden Künste München Grafik und Malerei bei Carl Johann Becker-Gundahl und an der Malschule von Moritz Heymann. Dort lernte er die Malerin Karoline Wittmann kennen, die er zweimal porträtierte. Diese Werke befinden sich in Wittmanns Nachlass. Er lebte zunächst in Schleißheim. 1948 ging er nach Südamerika, wo er in Peru lebte.
1979 schenkte seine Witwe Mariana Ostrowska dem Nationalmuseum in Krakau 50 seiner Werke.

## Werke (Auswahl)
- Porträt der Münchner Malerin Karoline Wittmann, Öl/Lw, 1935
- Porträt Karoline Wittmann, Öl/Lw, 1935
- Tulpenstillleben, Öl/Lw
- Weiblicher Akt in Hocke, Öl/Lw
- Mädchen sitzend im Stuhl, um 1950
- Sitzender Akt, Öl/Lw, 1945
- Weisse und lila Tulpen, Öl/Lw, 1944
- Italienischer Hafen mit Fischerbooten und Pferdefuhrwerk, Zeichnung Aquarell, 1942

## Ausstellungen
- 1944: München, Teilnahme an der Großen Deutschen Kunstausstellung 1944 im Haus der Deutschen Kunst[1]
- 1948: Nürnberg, Sonderausstellung in der Galerie Maier-Lengeling.[2]
- 1958: Lima, Instituto de Arte Contemporáneo: Pedro Ostrowski. Exposición de óleos de la Selva Peruana.[3]
- 1976: Krakau, Piotr Ostrowski, 1902–1964, Szkice peruwiańskie.[4]
- 1980: Krakau, Nationalmuseum: Piotr Ostrowski, 1902–1964: malarstwo.[5]